# ماتيوس دوريا
ماتيوس دوريا ماسيدو (بالبرتغالية: Matheus Dória Macedo‏) وهو لاعب كرة قدم برازيلي في مركز قلب الدفاع ولد في يوم 8 نوفمبر 1994 في مدينة ساو غونتشالو في البرازيل يلعب حالياً مع نادي مرسيليا في فرنسا كما سبق له اللعب مع بوتافوغو ريغاتاس في البرازيل وفي 2013 لعب مع منتخب البرازيل لكرة القدم ويبلغ طوله 188 سم.

## روابط خارجية
- ماتيوس دوريا على موقع الاتحاد الدولي (مؤرشف)  (الإنجليزية)
- ماتيوس دوريا على موقع اتحاد تركيا (لاعب) (الإنجليزية)
- ماتيوس دوريا على موقع قاعدة بيانات كرة القدم.إي يو (الإنجليزية)
- ماتيوس دوريا على موقع ناشيونال فوتبول تيمز (الإنجليزية)
- ماتيوس دوريا على موقع Soccerbase.com (لاعب) (الإنجليزية)
- ماتيوس دوريا على موقع Soccerway.com (الإنجليزية)
- ماتيوس دوريا على موقع عالم كرة القدم.نت (الإنجليزية)
- ماتيوس دوريا على موقع AS.com (الإسبانية)